# التنوع الحيوي الغذائي
يُعرف التنوع البيولوجي الغذائي ب ”التنوع في النباتات، والحيوانات، والكائنات الحية الأخرى التي تُستخدم في الغذاء، تغطية الموارد الجينية داخل الأنواع، وبوسط الأنواع والتي تقدمها النظم الإيكولوجية. (أي النظم البيئية: وهي العناصر الحيَّة التي تتفاعل مع بعضها البعض ومع البيئات غير الحيَّة المحيطة بها، وتوفّر المنافع أو الخدمات إلى العالم).
يمكن النظر إلي التنوع البيولوجي الغذائي بمنظورين: الإنتاج والإستهلاك.
من المنظور الاستهلاكي: يصف التنوع البيولوجي الغذائي تنوع الغذاء في الوجبات البشرية ومساهمتها في تنوع الوجبات، والهوية الثقافية، والتغذية الجيدة.
ينظر الإنتاج في التنوع البيولوجي الغذائي إلى آلاف المنتجات مثل الفاكهة، المكسرات، الخضروات، اللحوم والتوابل المستمدة من الزراعة والبرية مثل: (الغابات، الحقول غير المزروعة، والمسطحات المائية). يغطي التنوع البيولوجي للغذاء التنوع بين الأصناف، على سبيل المثال: الأنواع الحيوانيَّة والمحاصيل المختلفة وتتضمن الانواع المهملة وغير المستغلة. يشمل التنوع البيولوجي الغذائي أيضًا التنوع داخل الأصناف، على سبيل المثال: أنواع مختلفة من الفاكهة، أو الخضروات، أو سلالات مختلفة من الحيوانات.

## التنوع البيولوجي الغذائي الاستهلاكي

### الاتجاهات في استهلاك التنوع البيولوجي الغذائي
منذ عام 1962، أصبحت الوجبات الغذائية للبشر في جميع أنحاء العالم أكثر تنوعًا من حيث استهلاك المحاصيل الرئيسيَّة للسلع الأساسية، وذلك مع انخفاض طبيعي في استهلاك المحاصيل الهامة المحليَّة أوالاقليميَّة، وبالتالي أصبحت الوجبات الغذائية أكثر تجانسًا على مستوي العالم. انخفض الاختلاف بين الغذاء الذي يتم تناوله في مختلف البُلدان بنسبة (68٪) بين عامي (1962 ل 2009). يحتوي النظام «المعيار العالمي» الغذائي المعاصر على نسبة كبيرة متزايدة من عدد صغير نسبيًا من المحاصيل الرئيسية للسلع الأساسية. والتي زادت بشكل كبير في حصة من إجمالي الطاقة الغذائية (السعرات الحرارية)، البروتين، الدهون، ووزن الطعام الذي يقدمونه للسكان في العالم. بما في ذلك القمح، والأرز، والسكر، والذرة، وفول الصويا، (بنسبة +284 ٪)، وزيت النخيل (بنسبة +173 ٪ )، وعباد الشمس (بنسبة +246 ٪ ). بينما اعتادت الدول على إستهلاك كميات أكبر من المحاصيل المهمة محليًا أو إقليميًا، أصبح القمح عنصرًا أساسيًا في أكثر من (97 ٪) من البُلدان، في حين أظهرت السلع الأساسية العالمية الأخرى هيمنة مماثلة في جميع أنحاء العالم. انخفضت المحاصيل الأخرى بشكل حاد في نفس الفترة، تتضمن جويدار (نوع من الحبوب مثل القمح)، اليام (البطاطا) والبطاطا الحلوه بنسبه (-45٪)، والكاسافا (-38٪) (المنيهوت: نبات استوائي يستخرج من جذوره نشاء مغذ)، وجوز الهند والذرة الرفيعة (بنسبة -52٪ ) الجاورس (حبة الدخن أوالذره البيضاء وهو نَبَات عُشْبِيّ صَغِير كَالسِّمْسِم) (بنسبة -45٪ ).

### التنوع البيولوجي الغذائي والتغذية
إن تعزيز تنوع الأغذية والأصناف المستهلكة في غذاء الإنسان تحديدًا، له فوائد مشتركة مُحتملة للصحة العامة وكذلك من منظور النظم الغذائية المُستدامة. يوفَّر التنوع البيولوجي الغذائي العناصر الغذائيَّة الضرورية للوجبات العالية الجودة، وهو جزء أساسي من نظام الاغذية المحلية، والثقافية، والأمن الغذائي.
إن تعزيز تنوع الأغذية والأصناف المستهلكة في غذاء الإنسان تحديدًا، له فوائد مشتركة مُحتملة للصحة العامة وكذلك من منظور النظم الغذائية المُستدامة. من الناحية التغذوية، يرتبط التنوع في الغذاء بكفاية المُغذيات الدقيقة العالية في الغذاء. في المتوسط، لكل الأنواع الإضافية المستهلكة، تعني كفاية لفيتامين A، وفيتامين C، وحمض الفوليك، والكالسيوم، والحديد، وزيادة الزنك بنسبة (3٪). من منظور الحفظ، فإن الأنظمة الغذائية القائمة على مجموعة واسعة من الأصناف المتنوعة تضع ضغطًا أقل على الأنواع المفردة.

## إنتاج التنوع البيولوجي الغذائى

### دور التنوع البيولوجي في نظم الإنتاج
حَسَنَ حفظ وإدارة التنوع الجيني واسع النطاق داخل الأنواع المستأنسة الإنتاج الزراعي لمدة (10,000) عام. ومع ذلك، يوفر السكان الطبيعيين المتنوعين الغذاء والمنتجات الأخرى لفترة أطول بكثير. يستطيع التنوع البيولوجي المرتفع زيادة مستويات الإنتاج للحد الأقصى، والتي يتم الحفاظ عليها من خلال التأثير النافع لخدمات النظام البيئي للنظم الإيكولوجية الزراعيَّة والمعدلة والطبيعيَّة. وعلى العكس من ذلك، قد يهدد نظم إنتاج الأغذية الاعتماد على مجموعة ضيقة من المحاصيل  أو المحاصيل المتنوعة. ويتضح ذلك في مجاعة البطاطا لايرلندا العظمى. عُرفت البطاطا في أيرلندا من العالم الجديد في عام (1600) وأصبحت مصدر رئيسي للغذاء لمعظم الايرلنديين. انتشرت الفطريات الطفيلية التي تنتقل بواسطة الرياح في جميع أنحاء البلاد بين الأعوام (1845-1847) وتسببت في فشل تام تقريبًا لمحصول البطاطس. يقدر أن مليون شخص ماتوا من الجوع، والكوليرا، والتيفوئيد.

### خدمات النظام الإيكولوجي
تحافظ خدمات النظام الإيكولوجي على وظائف إيكولوجية أساسية والتي تعد حيوية لإنتاج الغذاء وذلك على نطاق واسع للسكان المتنوعين بيولوجيًا في النظم الإيكولوجية الطبيعية وبداخل/ أو بالقرب من النظم الايكولوجية الزراعية. يساهم مثل هؤلاء السكان إيجابيًا في، على سبيل المثال (دورة المغذيات، وتحلل المواد العضوية، وإعادة تأهيل التربة المتقشرة أو المتدهورة، وتنظيم الآفات والأمراض، وصيانة نوعية (جودة) المياه، والتلقيح. الإبقاء على أصناف متنوعة، مع بناء وتعزيز وظائف النظم الإيكولوجية  يقلل الحفاظ على تنوع الأصناف من متطلبات المدخلات الخارجية عن طريق زيادة إتاحة المغذيات، وتحسين استخدام المياه وهيكل التربة، ومكافحة الحشرات.

### السمات
التنوع الوراثي في الأنواع الغذائية هو مصدر جينات مفيدة مع مجموعة متنوعة من الفوائد على سبيل المثال:
- تم تهجين أنواع فرعية من الطماطم (Solanum lycopersicum chmielewskii) مع أنواع الطماطم المزروعة. بعد 10 أجيال، تم إنتاج سلالات جديدة من الطماطم بثمار أكبر. كان هناك زيادة ملحوظة في التصبغ. زاد محتوى المادة الصلبة القابلة للذوبان، وخاصة الفركتوز، والجلوكوز، والسكريات الأخرى.[7]
- توفر نبتة الشعير بأثيوبيا جينًا يحمي محصول الشعير من فيروس التقزم الأصفر القاتل.[8]
- جين المقاومة المضيف (xa21) من أورزا لونغيستاميناتا (نوع من النبات من نفس نبتة الأرز) تم دمجه مع جين أوريزا ساتيفا (الأرز الآسيوي) لمقاومه واسعة النطاق لمرض آفة الارز الناجم عن مستصفرة الأرز (نوع من البكتريا).[9]

## الأنماط الجغرافية للتنوع البيولوجي والأغذية
في عام 2016، ربط الباحثون المراكز والمناطق الرئيسية بالتنوع (المناطق التي تشمل عادة مواقع التدجين المبدئي
للمحاصيل، والتي تشمل المناطق الجغرافية الأولية لتغير المحاصيل المتولدة منذ ذلك الوقت، وتحتوي على ثراء عالي نسبيًا في الأقارب البرية للمحاصيل) في المحاصيل الغذائية والزراعية بأهميتها الحالية في جميع أنحاء العالم في الإمدادات الغذائيَّة الوطنيَّة الحديثة والإنتاج الزراعي. وأشارت النتائج إلى أن البُلدان مترابطة للغاية فيما يتعلق بالمناطق الأولية لتنوع المحاصيل التي تزرعها و/ أو تستهلكها. استُخدمت المحاصيل الأجنبية (المحاصيل بالكامل من مناطق التنوع خارج موقع البلد) على نطاق واسع في الإمدادات الغذائية (تعد 68.7٪ من الإمدادات الغذائية الوطنية متوسط عالمي مستمد من المحاصيل الأجنبية) ونظم الإنتاج (69.3٪ من المحاصيل المزروعة أجنبية). وقد تبين أن استخدام المحاصيل الأجنبية قد زاد زيادة كبيرة على مدى السنوات ال (50) الماضية، بما في ذلك في البلدان ذات التنوع المحصولي العالي.